# Adolf Mułkowski
Adolf Antoni Mułkowski (ur. 22 listopada 1812 w Białaczowie, zm. 27 lipca 1867 w Krakowie) – polski filolog klasyczny, nauczyciel i bibliotekarz.

## Życiorys
Urodził się 22 listopada 1812 w Białaczowie. Nauczanie szkolne i uniwersyteckie ukończył w Krakowie. Szczególnie interesowały go języki starożytne, greka i łacina. W 1836 otrzymał doktorat za pracę napisaną w języku łacińskim o życiu i twórczości Jerzego Libana.
11 lipca 1845 został członkiem korespondentem Towarzystwa Naukowego Krakowskiego i na początku 1848 członkiem czynnym.
Od 1852 pracował w Bibliotece Uniwersytetu Jagiellońskiego, początkowo jako adiunkt do 1858, i kustosz w latach 1859-1866. W 1866 zostaje wybrany na stanowisko bibliotekarza.
Był uczniem J.S.Bandtkiego oraz współpracownikiem J.Muczkowskiego i F.Strońskiego i świetnie przygotowany do kierowania Biblioteką.
Pochowany został na cmentarzu Rakowickim w Krakowie (pas 23, płd.).

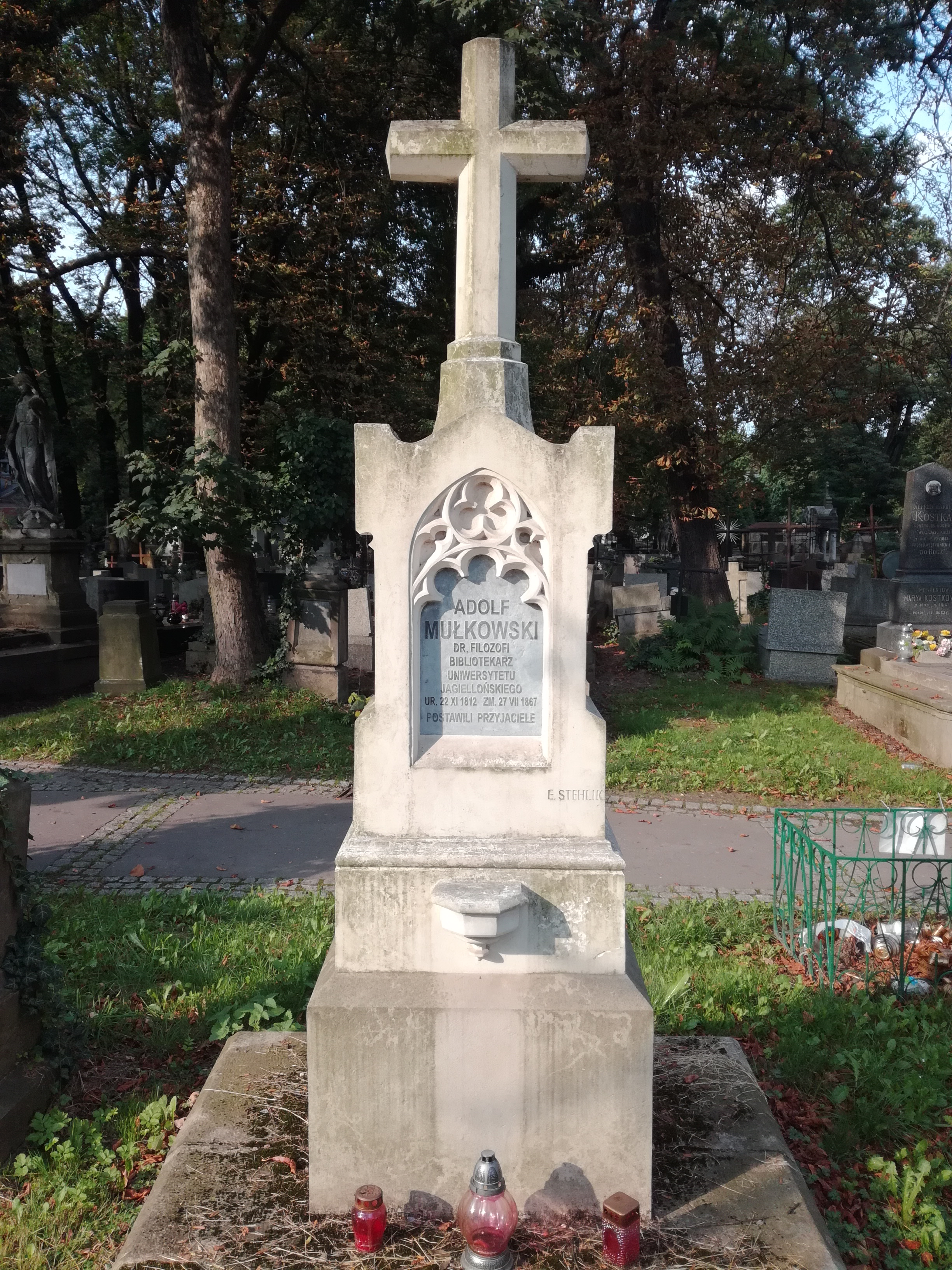
Grób Adolfa Mułkowskiego na cmentarzu Rakowickim